# 格雷氏解剖學主題列表/壹、胚胎學
本條目的主頁面是《格雷氏解剖學》。

## 動物細胞（格雷氏主題二）

### 格雷氏第#35頁（页面存档备份，存于）
- 胚胎學
- 個體發生學
- 種系發生學
- 卵子
- 精子
- 器官發生（segmentation）
- 細胞分化
- 體細胞
- 原始細胞（生殖細胞；germinal cells）
- 動物細胞
- 受精卵
- 細胞質
- 細胞核
- 核仁
- 細胞質（原生質）

### 格雷氏第#36頁（页面存档备份，存于）
- 粒線體
- 副漿（透明漿；paraplasm）
- spongioplasm
- 透明漿（透明質；hyaloplasm）
- 細胞膜
- 細胞核
- 核膜
- 核物質（核基質；nuclear substance；nuclear matrix）
- 核質（核漿）
- 核網絲（karyomitome）
- 核絲（linin）
- 染色質（鹼性染色質；basichromatin）